# Печальные звуки
«Печальные звуки» — студийный альбом группы «Рада и Терновник», записанный в 1995 году и изданный лейблом «Триарий» двумя годами позже.

## Список композиций
Все тексты написаны Радой Анчевской.
| №  | Название          | Длительность |
| -- | ----------------- | ------------ |
| 1. | «Печальные звуки» | 8:30         |
| 2. | «Цветы войны»     | 6:42         |
| 3. | «Сон»             | 4:04         |
| 4. | «Тоска»           | 3:47         |
| 5. | «Воспоминание»    | 4:41         |
| 6. | «Закрой глаза»    | 5:10         |
| 7. | «Ночь»            | 4:45         |
| 8. | «Блюеs»           | 4:03         |
| 9. | «Цветные игрища»  | 3:10         |

## Участники записи
- Рада Анчевская — вокал
- Василий Стабуров — бас-гитара (1-4, 6)
- Владимир Гочуа — бас-гитара (3, 5, 7-9)
- Михаил Плотников — барабаны
- Владимир Анчевский — гитара
- Глеб Гусейнов — перкуссия